# جوویتا ایدار
جوویتا ایدار (۷ سپتامبر ۱۸۸۵ – ۱۵ ژوئن ۱۹۴۶) روزنامه‌نگار، فعال سیاسی و کارگر حقوق مدنی مکزیکی-آمریکایی، که در امر مهاجران مکزیکی-آمریکایی و مکزیکی جانبداری می‌کرد. او در پس زمینه انقلاب مکزیک، که یک دهه از سال ۱۹۱۰ تا ۱۹۲۰ به طول انجامید، برای یک سری از روزنامه‌ها کار کرد و با استفاده از نوشتن خود برای ایجاد یک تغییر معنی‌دار و مؤثر تلاش کرد. او کار خود را در روزنامه‌نگاری در لکرونیکا، روزنامه پدرش در لاردو، تگزاس، زادگاهش آغاز کرد. وی در حالی که به عنوان روزنامه‌نگار کار می‌کرد، رئیس اتحادیه تازه تأسیس زنان مکزیکی - لالیگا زن مکزیکیستا - در اکتبر ۱۹۱۱، سازمانی با تمرکز بر آموزش کودکان مکزیکی، در لاردو برای ارائه آموزش رایگان به کودکان مکزیکی شد. او همچنین در اولین کنگره مکزیک - پریمر کنگرسو مکزیکیستا - فعال بود که مکزیکی-آمریکایی‌ها را گرد هم آورد تا دربارهٔ موضوعاتی مانند عدم دسترسی آنها به آموزش کافی و منابع اقتصادی بحث کنند.

## برای مطالعهٔ بیشتر
- González, Gabriela (2015). "Jovita Idar: The Ideological Origins of a Transnational Advocate for La Raza".  In Turner (ed.). Texas Women: Their Histories, Their Lives. Athens, GA: University of Georgia Press.: 225–248